# Tostaky
Pour la chanson, voir Tostaky (le continent).
Albums de Noir Désir
Du ciment sous les plaines
(1991) Dies irae
(1994)
Singles
1. Tostaky (le continent)
2. Lolita nie en bloc
3. Ici Paris

Tostaky est le quatrième album studio du groupe de rock français Noir Désir, sorti en 1992 sur le label Barclay. Enregistré après une longue pause, le son du groupe s'y fait plus percutant et les textes moins formels mais plus imagés. Porté par le single Tostaky (le continent), l'album obtient un succès à la fois critique et commercial qui fait du groupe le chef de file du rock français des années 1990.
En 2013, à l'occasion des 20 ans de l'album, sort une réédition avec un deuxième CD comportant de nombreuses versions inédites.

## Historique
Fin mai 1991, la tournée promotionnelle de l'album Du ciment sous les plaines est brutalement interrompue à la suite d'une syncope faite par Bertrand Cantat pendant un concert à Besançon. Les membres de Noir Désir, qui ont aussi des problèmes de cohésion, conviennent alors de se séparer sans fixer de date précise pour se retrouver. Après environ un an de séparation, période pendant laquelle Bertrand Cantat est parti au Mexique, à Cuba et au Guatemala et en est rentré avec de nouveaux textes, le groupe se réunit pour quelques séances de jam. Lors de cette période de séparation, tous les membres du groupe ont été individuellement très marqués par l'écoute du groupe Fugazi. Ils font appel à Ted Niceley, producteur du premier album de ce groupe, pour produire Tostaky. Serge Teyssot-Gay explique à propos du producteur « Sur tous les disques précédents, nous avions le même problème : tu prépares un son, et tu ne le retrouves pas en studio. Niceley nous a permis de restituer ce que nous avions en tête ». Sonic Youth et Nirvana font aussi partie des influences musicales de l'album. L'album est enregistré en septembre 1992 en Angleterre. Le groupe change sa méthode de travail en enregistrant titre par titre au lieu de chaque musicien à tour de rôle afin que tous se sentent impliqués durant tout l'enregistrement.

## Analyse artistique
Le titre de l'album, Tostaky, est la contraction argotique de « todo está aquí » en espagnol (signifiant « tout est ici »), un des slogans de ralliement des révolutionnaires mexicains menés par Emiliano Zapata. Le son est nettement plus saturé, plus brut que sur les premiers albums avec une présence accrue de la guitare de Serge Teyssot-Gay et ses riffs percutants et hypnotiques, notamment sur le single Tostaky (le continent), Here It Comes Slowly et 7 minutes. Certains morceaux, comme 7 minutes, sont assez proches du noise rock et d'autres, It Spurts et Johnny colère, du metal. Quelques titres, comme Oublié, One Trip/One Noise, Marlène et Lolita nie en bloc sont néanmoins plus calmes.
Les textes sont moins élaborés sur la forme que ceux des albums précédents mais plus imagés avec des slogans marquants. Quelques morceaux de l'album comme Tostaky (le continent), One Trip/One Noise ou Lolita nie en bloc sont devenus des classiques repris régulièrement lors des tournées du groupe et joués de façons parfois très différentes, comme le montre l'album live Noir Désir en public. Here It Comes Slowly est la première chanson du groupe qui aborde frontalement le thème de la politique en évoquant la montée de l'extrême droite mais cette référence passe largement inaperçue car le texte est chanté en anglais. Il est fait référence à Syd Barrett (Pink Floyd) dans les paroles de la chanson Ici Paris, seule fois de toutes les chansons de Noir Désir où le nom d'un musicien est cité. Johnny colère est une reprise du groupe rennais Les Nus.

## Tournée
De janvier à avril 1993, le groupe fait une tournée française qui s'achève par trois concerts au Bataclan. Il participe ensuite à plusieurs festivals estivaux et donne son dernier concert de l'année à l'occasion du Bol d'or. L'année suivante, le groupe donne des concerts en Suisse, en Belgique, en Allemagne, aux Pays-Bas, en Italie et en Scandinavie. Bertrand Cantat ne ménage pas sa voix tout au long de ces tournées et doit prendre des injections de corticoïdes pour éviter l’extinction de voix. En 1994, il doit d'ailleurs se faire opérer pour des polypes sur les cordes vocales. L'album live Dies irae, sorti en 1994, est enregistré à partir de concerts de cette tournée.

## Accueil
Tostaky atteint la 11e place du classement de ventes d'albums en France, classement dans lequel il reste 33 semaines. L'album s'est vendu à plus de 350 000 exemplaires en Europe un an après sa sortie et est certifié disque d'or en France.
En février 2010, l'édition française du magazine Rolling Stone classe cet album à la deuxième position des meilleurs albums de rock français. Il est également inclus dans l'ouvrage Philippe Manœuvre présente : Rock français, de Johnny à BB Brunes, 123 albums essentiels. Pour Gilles Verlant et Thomas Caussé, dans la Discothèque parfaite de l'odyssée du rock, l'album, « condensé de puissance, de maîtrise et d'inspiration », est un « moment essentiel dans l'histoire du rock français des années 1990 ».
Pascal Bertin, des Inrockuptibles, affirme que c'est le « disque à ce jour le plus solide du groupe », « celui qui concrétise toutes ses ambitions, avec encore plus de bruit, mais mieux maîtrisé » et comptant « quelques morceaux qui se dégagent irrésistiblement de cet assemblage métallique […] Marlène et Tostaky (le continent), un titre qui résume à lui seul toute la puissance dégagée par la musique du groupe ». Pour Anthony Triaureau, de Music Story, qui lui donne 4 étoiles sur 5, « les guitares sont à l’honneur avec les déferlantes de Here It Comes Slowly et Tostaky, les riffs hypnotiques de One Trip/One Noise, 7 minutes et It Spurts puis avec l’apocalyptique refrain de Lolita nie en bloc » et la voix « brute » sert des textes « dépouillés ». Le site albumrock lui donne 5 guitares sur 5, évoquant un « explosif mélange de rock abrasif et de poésie incantatrice » et affirmant qu'en « parvenant enfin à capter cette énergie brute, presque animale sur ce disque, Noir Désir a ainsi prouvé qu'un cap avait été franchi dans son parcours déjà riche de trésors plus ou moins cachés ». Pour le site Forces parallèles, qui lui donne 5 étoiles sur 5, c'est un « album surprenant, unique, époustouflant » où « il est laissé à l'auditeur une liberté d'interprétation inégalable » et où « du blues au folk en passant par un rock sauvage et puissant, le paysage est très influencé par la musique outre-Atlantique, électrique ou acoustique, noire ou blanche. Tout comme les textes de Bertrand qui alternent entre français, anglais et espagnol ». Alex Garcia, d'AllMusic, lui donne 3 étoiles sur 5, estimant que « l'énergie est toujours là », que « tout s'assemble parfaitement comme les pièces d'un puzzle » et que les seuls défauts de l'album sont sa production avec la voix difficilement audible sur certains morceaux (Alice, It Spurts, 7 minutes) et des « mélodies pas toujours aussi accrocheuses » qu'auparavant.
Depuis la décennie 2020, l'album et ses chansons, pourtant acclamées, connaissent désormais une diffusion médiatique très limitée à l'instar de la discographie du groupe en raison des actes du chanteur.

## Liste des chansons
Toutes les paroles sont écrites par Bertrand Cantat, toute la musique est composée par Noir Désir sauf Johnny colère, reprise du groupe Les Nus.
| 1.  | Here It Comes Slowly   | 3:03 |
| 2.  | Ici Paris              | 3:37 |
| 3.  | Oublié                 | 4:33 |
| 4.  | Alice                  | 3:55 |
| 5.  | One Trip/One Noise     | 4:12 |
| 6.  | Tostaky (le continent) | 5:29 |
| 7.  | Marlène                | 3:03 |
| 8.  | Johnny colère          | 2:17 |
| 9.  | 7 Minutes              | 6:00 |
| 10. | Sober Song             | 2:51 |
| 11. | It Spurts              | 3:53 |
| 12. | Lolita nie en bloc     | 3:30 |

## Classements et certifications
| France | Belgique | Suisse |
| ------ | -------- | ------ |
| 11     | 9        | 23     |

| Pays   | Certification | Date |
| ------ | ------------- | ---- |
| France | Or            | 1993 |

## Crédits
| Noir Désir - Bertrand Cantat – chant, guitare - Serge Teyssot-Gay - guitare - Denis Barthe - batterie, chœurs - Frédéric Vidalenc - basse, chœurs Musiciens additionnels - Edgar de l'Est - guitare acoustique sur Marlène | - Ted Niceley, Noir Désir – production - Andy Baker - assistant enregistrement - Graig Sangster et Avril Mackintosh – mixage - Eli Janney – ingénieur du son - Yohannes Camps-Campins - design - Anton Corbijn, Philippe Lévy, Philippe Prevost, Xavier Cantat - photographie |